# Sprachwahrnehmung
Sprachwahrnehmung ist ein Teilgebiet der Linguistik, Neurolinguistik, Phonetik und Wahrnehmungspsychologie und erforscht die Erkennung von Sprache in akustischen Ereignissen.
Sprachwahrnehmung beginnt – wie auch die Wahrnehmung nichtsprachlicher akustischer Reize – mit der Aufnahme des Sprachschalls am Außenohr, der Weiterleitung des Schalls ins Innenohr und der Umsetzung des Sprachschalls im Innenohr in ein neuronales Signal.
Über die Hörbahn wird das Signal dann in den primären Hörkortex und auch in höhere kortikale Areale des Gehirns weitergeleitet.
Im Gehirn wird das Sprachsignal dann zunächst phonetisch-phonologisch verarbeitet: Identifikation von Sprachlauten, Silben, Wörtern.
Dann wird das Signal in höheren linguistischen Zentren weiterverarbeitet: Identifikation von Bedeutungen, der Satzstruktur mit dem Ziel des Verstehens der gesamten Äußerung.
Zu den ungelösten Fragen der Forschung gehören:
- Wie schaffen wir es, im Schall- bzw. Datenstrom einzelne Wörter zu unterscheiden?
- Wie schaffen wir es, Wörter als gleich zu erkennen, obwohl sie von verschiedenen Sprechern völlig unterschiedlich ausgesprochen werden (Stimmlage, Dialekt, Sprechgeschwindigkeit usw.)?

## Motor-Theorie
Die Motor-Theorie gehört zu den ältesten Sprachwahrnehmungstheorien und wurde maßgeblich von Alvin Meyer Liberman während seiner Tätigkeit in den Haskins Laboratories entwickelt.
Die grundlegende Annahme der Motor-Theorie ist, dass die Sprachwahrnehmung nicht im Hinblick auf das akustische Signal, sondern im Hinblick auf die artikulatorischen Tätigkeiten verstanden werden muss, die das akustische Signal erst hervorbringen. Gemäß der Motor-Theorie verfügt der Hörer über ein phonetisches Modul, dass die Aufgabe hat, die wahrgenommenen artikulatorischen Informationen, mit vom Hörer generierten neuronal-artikulatorischen Mustern in Übereinstimmung zu bringen. Die artikulatorische Geste gilt also als „wahrgenommen“, wenn sie einem entsprechenden neuronalen Gegenstück beim Hörer entspricht.
Gegen eine Motor-Theorie, die im Wesentlichen im Zusammenhang von Erklärungsansätzen der kategorialen Wahrnehmung aufkam, spricht, dass gezeigt werden konnte, dass auch nichtsprachliche akustische Signale kategorial wahrgenommen werden können.
Ein weiterer Einwand ergibt sich aus Beobachtungen von Personen, die organisch nicht zur Sprachproduktion befähigt sind, aber dennoch das Verstehen von gesprochener Sprache erlernt haben. Bei einer weitreichenden Identifikation von Sprachproduktions- und Sprachperzeptionsmechanismus, lässt sich dies nicht erklären.